# Khalkhal
Khalkhal este un oraș din Iran.